# Diplonevra crassicornis
Diplonevra crassicornis är en tvåvingeart som beskrevs av Johann Wilhelm Meigen 1830. Diplonevra crassicornis ingår i släktet Diplonevra och familjen puckelflugor. Inga underarter finns listade i Catalogue of Life.